# Margarita Marinova
Margarita Marinova es una ingeniera aeronáutica búlgara. Estudió ingeniería aeroespacial en el Instituto de Tecnología de Massachusetts, obtuvo su maestría en ciencias planetarias y un doctorado en el Instituto de Tecnología de California. Es ingeniera sénior del programa de desarrollo de sistemas para vehículos en SpaceX y fundó un capítulo regional de la Mars Society.

## Carrera
Marinova nació en Bulgaria y a la edad de diez años se mudó a Toronto. Su madre y su padre eran ingenieros informáticos. Fue fundadora y presidenta del Capítulo de Toronto de la Sociedad Internacional de Marte. En 1997 ganó un concurso organizado por la NASA sobre asentamientos espaciales. Con 18 años de edad, coescribiró cinco artículos científicos. Estudió una licenciatura en ingeniería aeroespacial en el Instituto de Tecnología de Massachusetts y se graduó en el año 2003, con una especialidad en cohetes de propulsión líquida. Como estudiante trabajó en el Centro de Investigación Ames de la NASA, sus aportes realizados se centraron en el efecto del calentamiento de los perfluorocarbonos, con el fin de diseñar condiciones de efecto invernadero para la terraformación marciana.
En el año 2003 se mudó a Alemania para trabajar en un programa de diseño y fabricación de cohetes de la empresa ArianeGroup. En 2006 terminó la maestría en ciencias planetarias en el Instituto de Tecnología de California, posteriormente hizo un doctorado centrado en las consecuencias de impactos a escala planetaria. En su estancia en el Caltech dirigió un estudio publicado en la revista científica Nature, donde explica la dicotomía en la edad de la superficie y la altitud relativa entre ambos hemisferios de Marte, explicó que podría haber sido causada por un gran impacto en la edad temprana del planeta rojo.

### Investigación
En el año 2010 se unió a la NASA como científica plenetaria, formó parte del grupo de trabajo de la misión análoga NEEMO, donde estudió simulaciones marcianas en locaciones terrestres como el Ártico, desiertos, pruebas submarinas y la Antártida. En la Antártida fue una de las integrantes del grupo que realizó pruebas de penetración de hielo para una futura misión a Marte. Documentó para la revista Astrobiology el programa IceBite de la NASA, dedicado a la recolección de hielo profundo para buscar sustancias orgánicas y tipos de vida. También formó parte del proyecto de investigación del Lago Pavilion, donde estudió la distribución y morfología de las microbialitas del lago canadiense.
En 2013 se unió a la empresa SpaceX como ingeniera de sistemas y propulsión de vehículos, fungió como jefa del programa de vehículos espaciales y realizó investigaciones sobre propulsores densificados, para su uso en la primera etapa del cohete Falcon 9. En 2017 se convirtió en ingeniera sénior del programa de desarrollo para Marte de SpaceX. En el Caltech es líder de un equipo creado para realizar propuestas y colaboraciones científicas para la misión espacial Mars 2020.